# Égligny
Égligny ist eine französische Gemeinde im Département Seine-et-Marne in der Île-de-France. Sie gehört zum Kanton Provins (bis 2015 Kanton Donnemarie-Dontilly) im Arrondissement Provins. Sie grenzt im Nordwesten an Montigny-Lencoup und Gurcy-le-Châtel, im Norden an Donnemarie-Dontilly, im Osten an Vimpelles, im Südosten an Balloy und im Südwesten an Châtenay-sur-Seine. Die Bewohner nennen sich Églignyciens. Der Dorfkern befindet sich auf 59 Metern über Meereshöhe.

## Geschichte
Im Jahr 1118 wurde in Égligny das Kloster Preuilly gegründet.
Die Kirche Saint-Martin et Saint-Félicien ist als Monument historique deklariert.

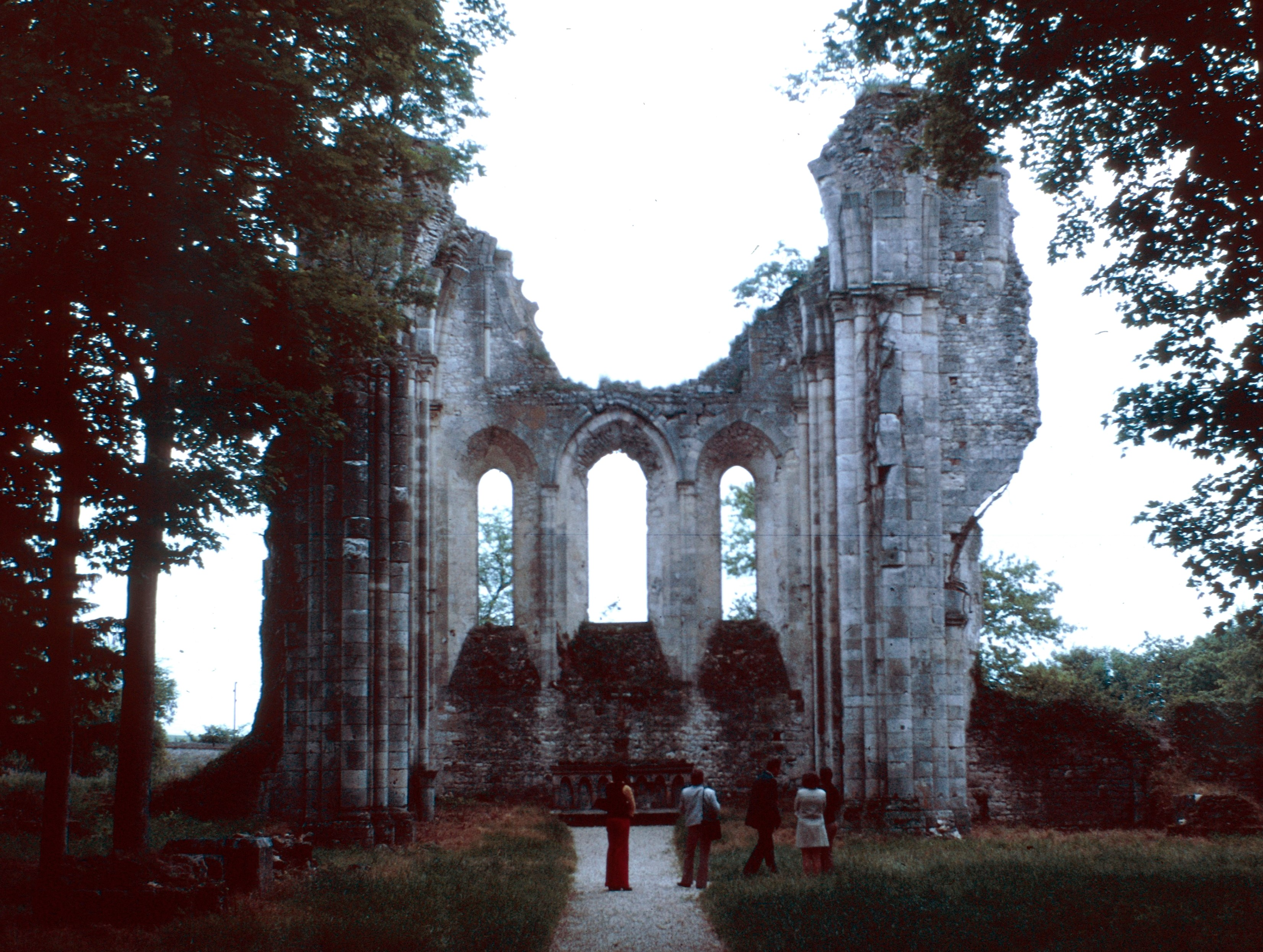
Ruine der Klosterkirche
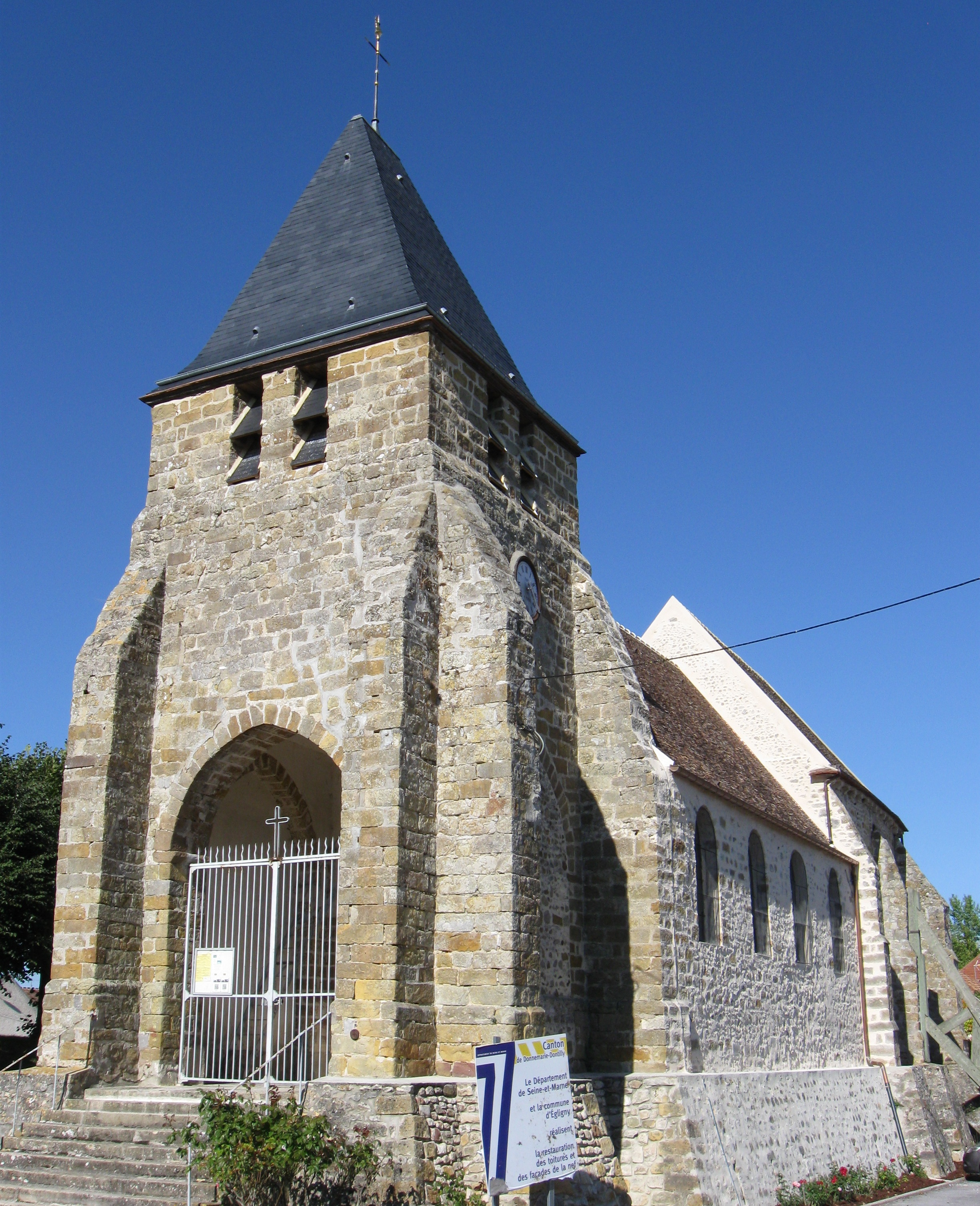
Kirche Saint-Martin et Saint-Félicien

## Bevölkerungsentwicklung
| Jahr      | 1962 | 1968 | 1975 | 1982 | 1990 | 1999 | 2008 | 2014 |
| --------- | ---- | ---- | ---- | ---- | ---- | ---- | ---- | ---- |
| Einwohner | 309  | 274  | 214  | 199  | 237  | 275  | 330  | 324  |

## Baudenkmäler
Siehe: Liste der Monuments historiques in Égligny